# Overspraak
Overspraak is elektromagnetische interferentie tussen verschillende signalen, bijvoorbeeld tussen het linker- en rechterkanaal van een stereosignaal.
Letterlijk betekent dit dat een signaal van een verbinding 'overspreekt' op een andere verbinding. Natuurkundig gezien gebeurt dit door resistieve, inductieve en capacitieve koppeling tussen geleiders. Maar ook wanneer signalen andere signalen beïnvloeden binnen een apparaat (zoals in een versterker) noemt men dat soms overspraak.
Een klassiek voorbeeld is wanneer telefoonkabels over een afstand van enkele kilometers dicht tegen elkaar liggen. Het zou dan kunnen gebeuren dat er geluiden in de telefoon klinken die van anderen afkomstig zijn.
Overspraak wordt tegengegaan door:
- De draden af te schermen.
- De draden als getwist paar (twisted pair) uit te voeren.
- Door meer ruimte te maken tussen de draden van de verschillende signalen.
- Door een coaxkabel te gebruiken.
- Door de juiste afsluiting van een transmissielijn.
- Door in een bandkabel (flatcable) tussen de signaalvoerende aders geaarde aders op te nemen.

De eenvoudigste methode is met getwist paar. Elk signaal gebruikt daarbij twee draden die in elkaar gedraaid zijn. Doordat het signaal in de ene draad heen gaat en in de andere draad terugkomt, heffen de elektromagnetische velden elkaar vrijwel op. En door het in elkaar draaien van de aderparen maken deze minder contact met andere aderparen, zodat de capacitieve koppeling verminderd wordt. Toch treedt daarbij nog overspraak op.
Bij glasvezelkabels worden soms meerdere glasvezels in een kabel geplaatst zonder ze afzonderlijk af te schermen. Doordat de buitenkant van een glasvezel (fiber) het licht binnenin de glasvezel sterk reflecteert, blijft het licht binnen zijn eigen glasvezel. Bij langere afstanden ontstaan ook hier problemen met overspraak.

## Audio
Men spreekt bij geluidsopnamen ook van overspraak wanneer microfoons een signaal oppakken van een naburige ongewenste klank. Bijvoorbeeld bij een drumstelopname. De microfoon van een trommel kan het geluid oppikken van een bekken. Met een noisegate kan dit negatieve effect deels voorkomen worden.

### Kanaalscheiding
Met kanaalscheiding wordt bedoeld het minimaliseren van de overspraak van het ene kanaal in een audioketen naar een ander kanaal. FM-radio en analoge platenspelers waren bekend om hun gebrek aan kanaalscheiding tussen het linker en rechter kanaal; 30 dB was bijzonder goed. Digitale techniek heeft de kanaalscheiding in de audioketen aanzienlijk verbeterd. 